# Carina Bär
Carina Bär, nemška veslačica, * 23. januar 1990, Heilbronn.
Bärova je za Nemčijo nastopila na poletnih olimpijskih igrah v Londonu, kjer je leta 2012 v dvojnem četvercu osvojila srebro. Leta 2010 je na svetovnem prvenstvu na Novi Zelandiji v dvojnem četvercu osvojila bronasto, leta 2013 na svetovnem prvenstvu v Južni Koreji pa v istem čolnu zlato medaljo.